# Johann van der Wyck
Johann van der Wyck (auch von der/dem Wyck oder von der Wieck; * um 1480; † 1534 (hingerichtet) in Fürstenau bei Osnabrück) war ein deutscher Jurist, Politiker und Diplomat der Reformationszeit. Er war mit Dorothea Elisabeth von Amelunxen verheiratet.

## Leben
Johann van der Wyck entstammte einer alteingesessenen Erbmännerfamilie  aus Münster (Westfalen). Seine Eltern waren Dr.iur.utr. Engelbert von der Wyck und Euphrosina Juliana von Dranten zu
Neuhaus und Rüschhaus. Er selbst war als Jurist, Politiker und Diplomat Anfang des 16. Jahrhunderts tätig. Sein Studium absolvierte er in Köln und erlangte ebenfalls den Doktor beider Rechte (Dr. iuris utrisque) – des römischen und kanonischen Rechts.
Im Dunkelmännerstreit vertrat er als Anwalt 1515 in Rom die Seite der humanistisch gesinnten Gelehrten, vor allem Johannes Reuchlin, gegen die konservativen Kölner Dominikaner der Kölner Diözese. Der Dunkelmännerstreit führte zu einer tiefen Spaltung innerhalb der römisch-katholischen Kirche und hatte weitreichende Auswirkungen auf die intellektuelle Entwicklung Europas.
Van der Wyck war ein Vertreter der Reformation und besuchte 1520 Martin Luther.
Als Jurist vertrat er in den Jahren 1522 bis 1524 als Gesandter des Bischofs von Hildesheim, Johannes IV. von Sachsen-Lauenburg, dessen Angelegenheiten vor dem Reichsregiment auf den Nürnberger Reichstagen.
Nachdem er 1525 schon für die Stadt Bremen tätig gewesen war, bot man ihm 1528 eine Stelle als Syndikus an, die er bis 1532 innehatte.
Er war ein gefragter Jurist, den der Landgraf Philipp von Hessen 1531 zur Mitarbeit bei der Gründung des Schmalkaldischen Bundes verpflichtete.
1532 schied er aus Bremer Diensten aus und wurde Gesandter von Herzog Ernst von Brandenburg auf dem Reichstag zu Regensburg. Als solcher unterschrieb er 1532 den Nürnberger Friedensvertrag.
1533 übernahm er die Stelle eines Syndikus in seiner Vaterstadt Münster. Er geriet bald in Konflikte, auf der einen Seite mit dem Fürstbischof von Münster, Franz von Waldeck, und auf der anderen Seite mit den Wiedertäufern in Person von Bernd Rothmann.
Er musste schließlich vor den immer radikaler werdenden Wiedertäufern fliehen. Auf seiner Flucht wurde er von Truppen des Bischofs gefangen genommen und 1534 in Fürstenau bei Osnabrück hingerichtet.

## Sprachgeschichte
Die sprachgeschichtliche Bedeutung des Juristen Johann van der Wyck besteht darin, dass er an der Spitze des im 16. Jahrhundert in Norddeutschland erfolgenden Schreibsprachenwechsels vom Niederdeutschen zum Hochdeutschen steht.